# Babylon A.D. (группа)
Babylon A.D. — американская рок-группа, созданная в 1985 году в Окленде, Калифорния Дереком Дэвисом, Роном Фреши, Дэнни Де Ла Росой, Роббом Ридом и Джеми Пэчеко и исполнявшая глэм-метал, основными влияниями называя  Led Zeppelin, UFO, Aerosmith, AC/DC, Kiss.

## История группы
Babylon A.D. стали первой хард-рок-командой, подписавшей контракт с Arista Records, а их дебютный альбом, названный Babylon A.D. попал в первую сотню Billboard 200 (#88, 1989). Затем последовали сингл «Bang Go The Bells» и композиция «The Kid Goes Wild», записанная при участии известного комика Сэма Кинисона и использованная в саундтреке к фильму «Robocop 2»; эти релизы также способствовала росту популярности группы.
Через 2 года после выпуска второго альбома Nothing Sacred (1992) группа распалась, из-за перемен ветра в музыкальной индустрии. В 1998 году группа собралась вновь, но уже без Робба Рейда, игравшего на басу и не желающего ездить в концертные туры. Вместо него обязанности бас-гитариста взял на себя младший брат Джеми Пачеко Эрик. Таким составом они записали в 2000 году American Blitzkrieg, потратив на альбом невероятно маленькую сумму (по меркам рекорд-индустрии) в 5000$ и издали его на собственном лейбле
Apocalypse Records.

### После распада
После выпуска American Blitzkrieg Дерек Дэвис и Джеми Пачеко занялись другим проектом, получившим название American Blues Box. В конце 2007, Рон Фреши организовал проект Syrym, который в своём звучании был близок к тяжёлому гитарному звуку дебютного альбома Babylon A.D. Дебютный альбом, названный Sysym стал доступен для скачивания 16 августа 2008 года. 17 октября 2008 был выпущен компакт-диск. Первый сингл группы «Warpath» был издан 25 июня 2008 года. В июле 2008 года к Syrym приоединился ударник Джеми Пачеко.

## Дискография
- 1989 — Babylon A.D.
- 1992 — Nothing Sacred
- 1999 — Live in Your Face
- 2000 — American Blitzkrieg
- 2006 — In the Beginning

## Текущий состав
- Derek Davis — вокал
- Ron Freschi — гитара и вокал
- Danny De La Rosa — гитара
- Eric Pacheco — бас-гитара и вокал
- James "Jamey" Pacheco — ударные и перкуссия